# Cladomyrma hewitti
Cladomyrma hewitti är en myrart som först beskrevs av Wheeler 1910.  Cladomyrma hewitti ingår i släktet Cladomyrma och familjen myror. Inga underarter finns listade i Catalogue of Life.

## Bildgalleri

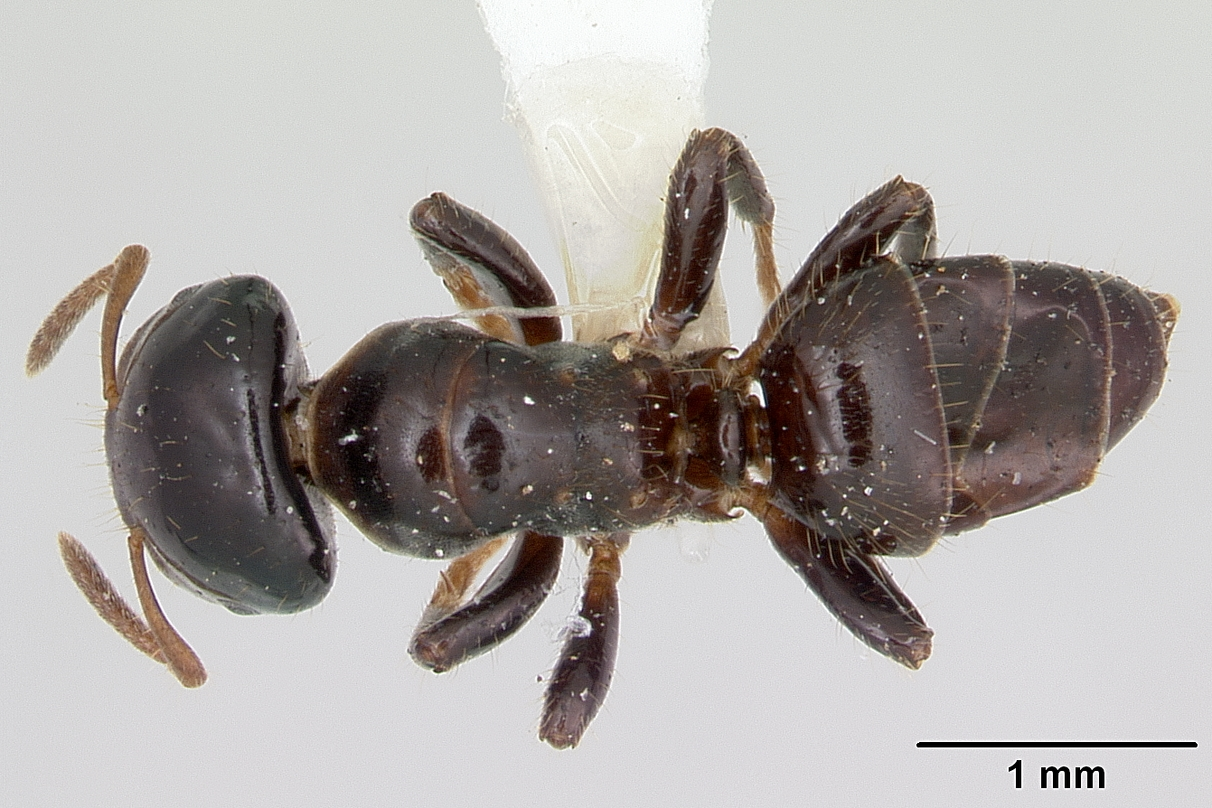
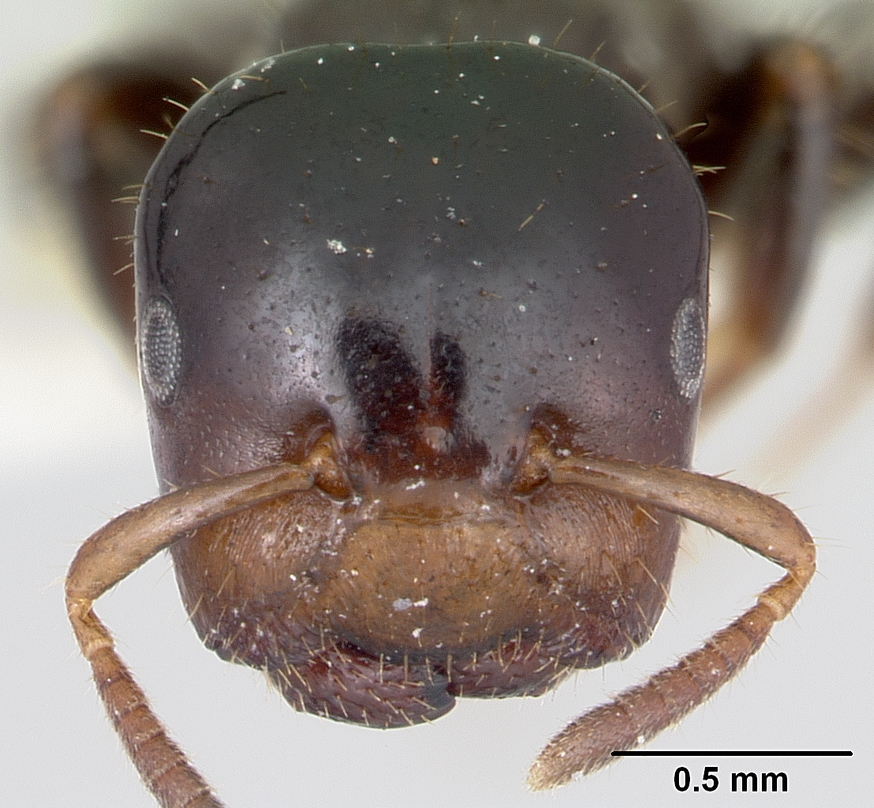
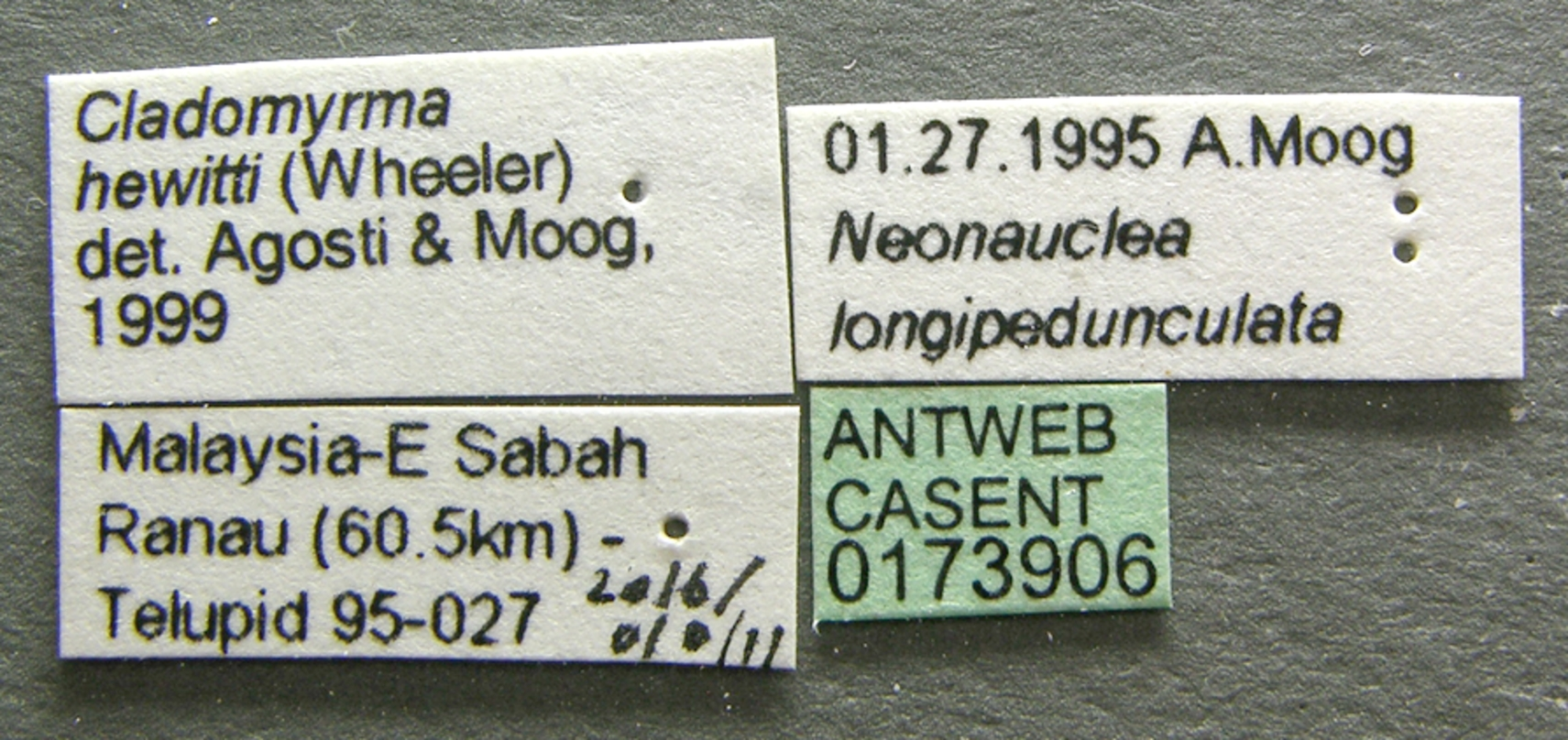
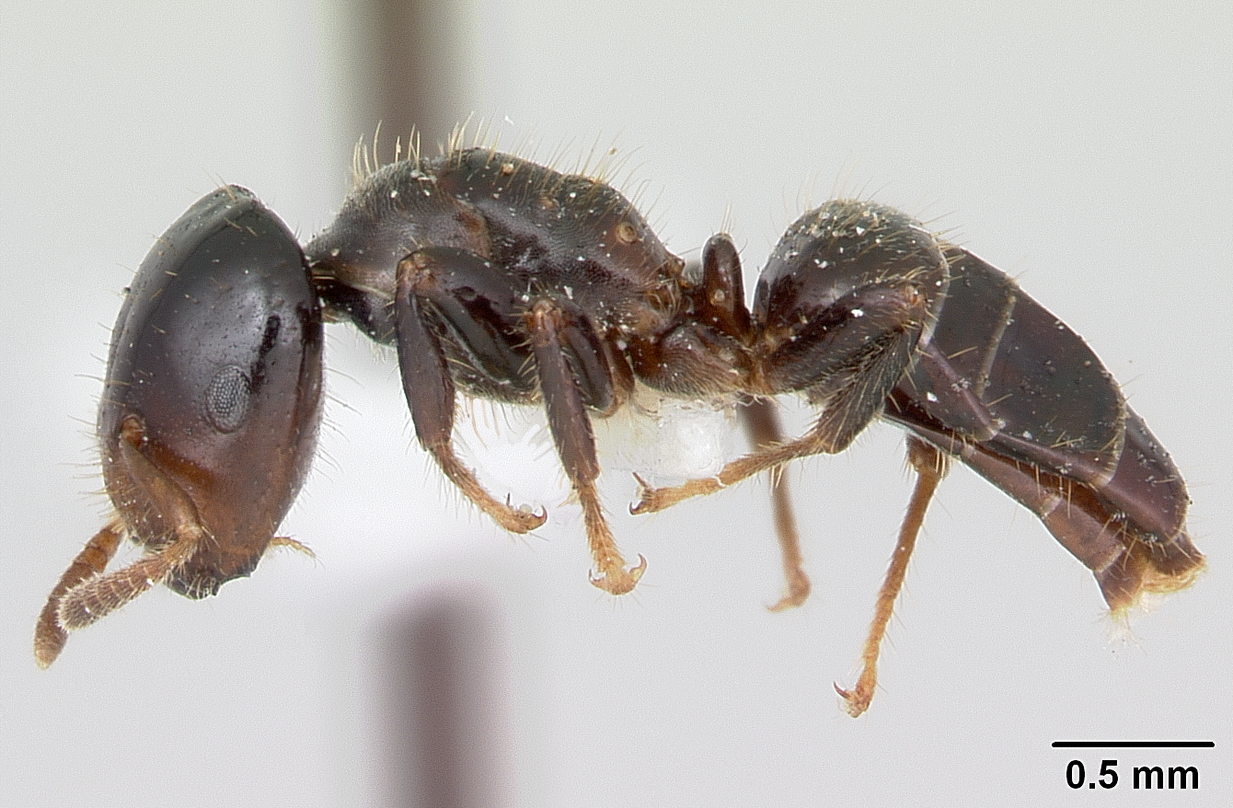
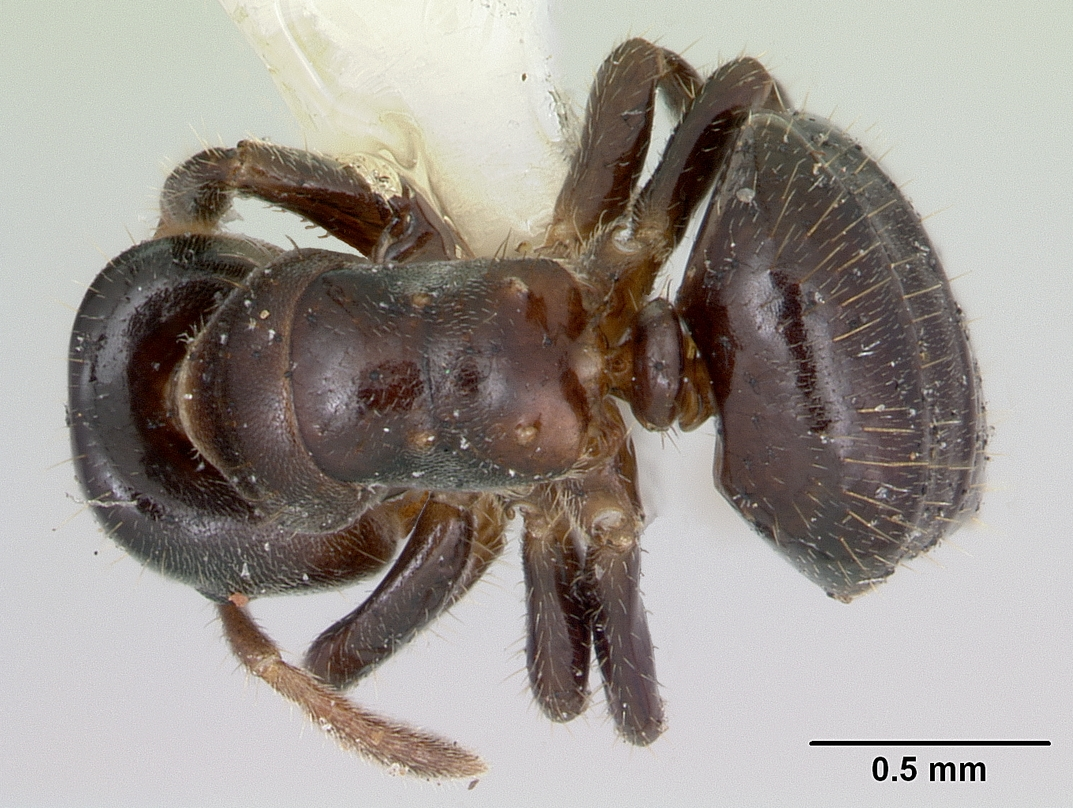
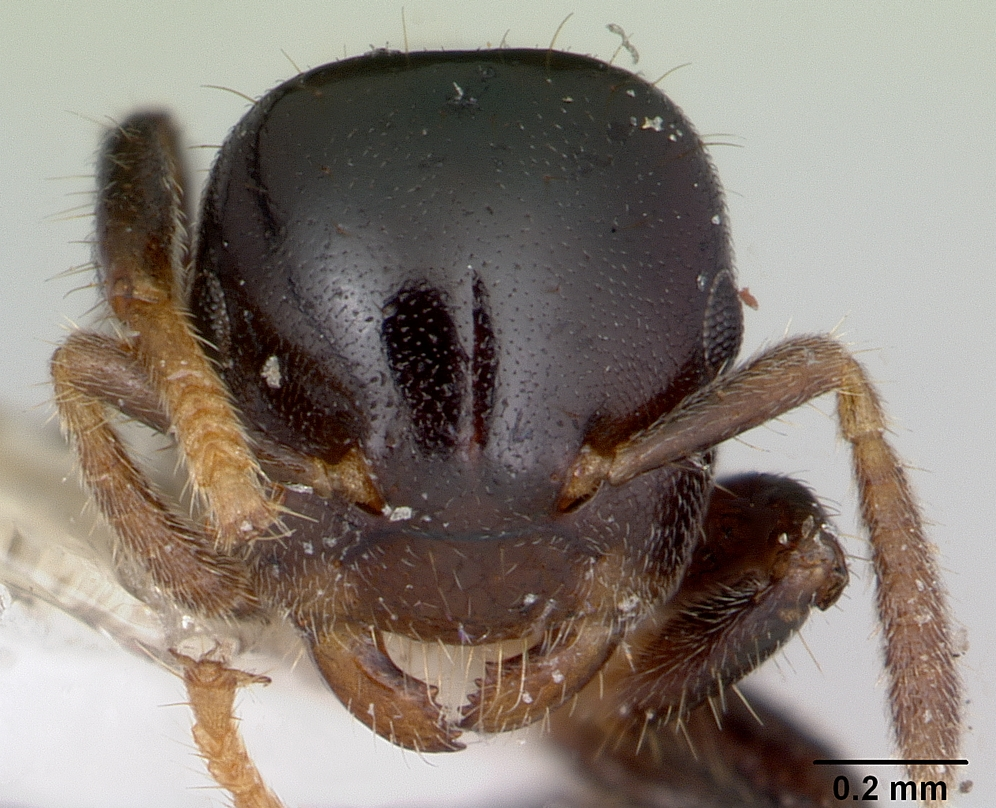